# Idanthyrsos
Idanthyrsos war ein skythischer König zur Zeit des Skythenfeldzugs des  persischen Großkönigs Dareios I. (514 v. Chr.). 

## Leben
Er war Sohn eines Saulios. Laut der Darstellung Herodots soll Idanthyrsos die Perser an der Eroberung seiner Heimat gehindert haben, indem er sich den persischen Angriffen immer wieder durch Zurückweichen entzog. Gegenüber Dareios ließ er durch Boten erklären, dass die Skythen nicht etwa aus Furcht flohen, sondern nur das täten, was sie auch im Frieden taten. Sie hätten keine festen Siedlungen, um die sie fürchten müssten, sondern nur die Gräber ihrer Vorfahren.